# Labium raymenti
Labium raymenti är en stekelart som beskrevs av Joseph Augustine Cushman 1934. Labium raymenti ingår i släktet Labium och familjen brokparasitsteklar. Inga underarter finns listade i Catalogue of Life.